# Pinsk
Pinsk (en biélorusse : Пінск ; en russe : Пинск ; en polonais : Pińsk ; en yiddish : פינסק) est une ville de la voblast de Brest, en Biélorussie. Sa population s'élevait à 124 295 habitants en 2024.

## Géographie
Pinsk est arrosée par la rivière Prypiat et se trouve au cœur d'une vaste zone humide à laquelle elle a donné son nom : les marais de Pinsk. Elle est située dans la région historique de la Polésie, à 164 km à l'est de Brest et à 252 km au sud-ouest de Minsk.

### Climat
| Mois                                        | jan.       | fév.       | mars       | avril     | mai       | juin      | jui.      | août      | sep.      | oct.       | nov.       | déc.      | année      |
| ------------------------------------------- | ---------- | ---------- | ---------- | --------- | --------- | --------- | --------- | --------- | --------- | ---------- | ---------- | --------- | ---------- |
| Température minimale moyenne (°C)           | −5,3       | −4,7       | −1,4       | 4,1       | 9,1       | 12,7      | 14,6      | 13,6      | 9,1       | 4,4        | 0,4        | −3,7      | 4,4        |
| Température moyenne (°C)                    | −3         | −2         | 2,2        | 9         | 14,6      | 18        | 19,9      | 19        | 13,6      | 7,9        | 2,7        | −1,6      | 8,4        |
| Température maximale moyenne (°C)           | −0,7       | 0,9        | 6,4        | 14,3      | 20,2      | 23,4      | 25,3      | 24,8      | 18,8      | 12,2       | 5,3        | 0,7       | 12,6       |
| Record de froid (°C) date du record         | −34,7 1950 | −29,9 1954 | −25,7 1889 | −9 1942   | −3,1 1953 | 1,4 1947  | 4,5 1976  | −1,1 1966 | −4,5 1986 | −12,4 1973 | −23,3 1965 | −28 1887  | −34,7 1950 |
| Record de chaleur (°C) date du record       | 11,2 2007  | 16,4 1990  | 22,3 1974  | 30,2 2012 | 32,9 1892 | 36,1 2021 | 36,1 1904 | 36,3 1905 | 35,5 2015 | 26,7 1966  | 20,3 2002  | 12,8 1961 | 36,3 1905  |
| Ensoleillement (h)                          | 50         | 70         | 137        | 180       | 253       | 269       | 269       | 250       | 176       | 116        | 45         | 32        | 1 847      |
| Précipitations (mm)                         | 39         | 32         | 36         | 35        | 59        | 74        | 92        | 57        | 52        | 46         | 45         | 44        | 611        |
| dont neige (cm)                             | 5          | 6          | 3          | 0         | 0         | 0         | 0         | 0         | 0         | 0          | 1          | 4         | 19         |
| Record de pluie en 24 h (mm) date du record | 19 1958    | 17 2003    | 35 2013    | 30 1913   | 51 2019   | 60 1992   | 96 2007   | 72 1986   | 50 1913   | 68 1889    | 33 1887    | 22 2012   | 96 2007    |
| Nombre de jours avec précipitations         | 7          | 6          | 8          | 11        | 13        | 14        | 14        | 11        | 12        | 12         | 11         | 8         | 127        |
| Humidité relative (%)                       | 85         | 82         | 77         | 68        | 67        | 71        | 72        | 73        | 78        | 81         | 86         | 88        | 77         |
| Nombre de jours avec neige                  | 14         | 14         | 9          | 2         | 0         | 0         | 0         | 0         | 0         | 1          | 6          | 13        | 59         |
| Nombre de jours d'orage                     | 0          | 0,03       | 0,2        | 1         | 3         | 4         | 5         | 3         | 1         | 0          | 0,1        | 0,03      | 17         |
| Nombre de jours avec brouillard             | 4          | 3          | 3          | 1         | 1         | 1         | 1         | 1         | 3         | 3          | 6          | 5         | 32         |

| Diagramme climatique                                  |           |           |           |           |            |            |            |           |           |          |           |
| J                                                     | F         | M         | A         | M         | J          | J          | A          | S         | O         | N        | D         |
| −0,7−5,339                                            | 0,9−4,732 | 6,4−1,436 | 14,34,135 | 20,29,159 | 23,412,774 | 25,314,692 | 24,813,657 | 18,89,152 | 12,24,446 | 5,30,445 | 0,7−3,744 |
| Moyennes : • Temp. maxi et mini °C • Précipitation mm |           |           |           |           |            |            |            |           |           |          |           |

## Histoire
Après l'échec de la République populaire biélorusse et la guerre russo-polonaise de 1920, Pinsk fut rattachée à la Pologne. Entre 1920 et 1939 elle fait donc partie de la Deuxième République (voïvodie de Polésie). En 1939, quelques semaines après le début de la Seconde Guerre mondiale, la ville fut annexée par l'Union soviétique et rattachée à la république socialiste soviétique de Biélorussie. Elle fut alors élevée au rang de chef-lieu de la voblast de Pinsk. Pendant la Seconde Guerre mondiale, Pinsk fut occupée par l'Allemagne nazie du 4 juillet 1941 au 14 juillet 1944. En 1939, la population de Pinsk était estimée à 30 000 habitants, dont 27 000 juifs. Ceux-ci furent pour la plupart exterminés à la fin du mois d'octobre 1942, après leur regroupement par les nazis dans le ghetto de Pinsk. Dix mille Juifs furent massacrés en un seul jour. Les Juifs furent noyés dans les marais de Pinsk. Rétablie en 1944, la voblast de Pinsk fut supprimée et son territoire rattaché à la voblast de Brest le 8 janvier 1954, dans le cadre d'une réforme administrative de la RSS de Biélorussie.
Depuis la dislocation de l'Union soviétique, en 1991, Pinsk appartient à la Biélorussie indépendante.

## Population
Recensements (*) ou estimations de la population :
| 1825  | 1841  | 1861   | 1897*  | 1914   | 1921   |
| ----- | ----- | ------ | ------ | ------ | ------ |
| 4 200 | 6 800 | 11 135 | 28 368 | 38 686 | 23 391 |

| 1939*  | 1959*  | 1970*  | 1979*  | 1989*   | 1999*   |
| ------ | ------ | ------ | ------ | ------- | ------- |
| 31 900 | 41 548 | 61 752 | 92 051 | 118 276 | 129 935 |

| 2009*   | 2013    | 2014    | 2015    | 2016    | 2017    |
| ------- | ------- | ------- | ------- | ------- | ------- |
| 130 355 | 135 619 | 136 096 | 137 519 | 138 415 | 138 202 |

## Religions
Pinsk est le siège du diocèse catholique de Pinsk en la cathédrale de l'Assomption-de-Marie de Pinsk.

## Jumelages
- Kovel (Ukraine)
- Altena (Allemagne)
- Dobritch (Bulgarie)
- Częstochowa (Pologne)
- Istra (Russie)
- Balakhna (Russie)
- Taganrog (Russie)
- Domodedovo (Russie)

Pinsk est également jumelée aux raïons de Krasnogvardeysky et de Petrogradsky de la ville de Saint-Pétersbourg (Russie).

## Sport
- FK Volna Pinsk, club de football.
- HK Pinskie Iastreby, club de hockey sur glace.

## Personnalités
Sont nés à Pinsk :
- Ivan Joltovski (1867-1959), architecte.
- Chaim Weizmann (1874-1952), premier président de l'État d'Israël.
- Simon Kuznets (1901-1985), prix Nobel d'économie.
- Slavomir Rawicz (1915-2004), officier de la cavalerie polonaise et écrivain.
- Chaim Kanievsky (1928-2022), rabbin orthodoxe israélien.
- Ryszard Kapuściński (1932-2007), écrivain et journaliste polonais.

Ont passé une partie de leur vie à Pinsk :
- Saint André Bobola (1591-1657), prêtre jésuite polonais.
- Jean Carol Dolski, (1637–1695), comte lituanien, maréchal de cour et staroste de la ville.
- Adam Stanisław Naruszewicz (1733-1796), poète, historien et évêque polonais.
- Napoleon Orda (1807-1883), musicien, pianiste, compositeur et artiste polonais.
- Konstancja Skirmuntt (1851-1934), historienne polono-lituanienne.
- Iakoub Kolas (1882-1956), écrivain biélorusse.
- Golda Meir (1898-1978), Premier ministre d'Israël de 1969 à 1974.
- Casimir Świątek (1914-2011), archevêque de Minsk.
- Julius Margolin (1900-1971), écrivain sur les camps du Goulag russe.
- Pavel Kallaur (1962- ), président de la Banque nationale de la république de Biélorussie